# Gene Littler
Gene Alec Littler (ur. 21 lipca 1930 w San Diego, zm. 15 lutego 2019 tamże) – amerykański zawodowy golfista, członek Światowej Golfowej Galerii Sław.

## Życiorys

### Dzieciństwo i młodość
Urodził się w San Diego w Kalifornii. Grał w 1953 roku w drużynie United States Walker Cup, a w tym samym roku wygrał Amateur USA i California State Amateur. W 1954 roku wygrał turniej PGA Tour jako amator, co było rzadkim osiągnięciem, którego nie można było powtórzyć, dopóki Doug Sanders nie wygrał turnieju Canadian Open w 1956 roku.
Ukończył studia na Uniwersytecie Stanowym w San Diego, a następnie w latach 1951–1954 służył w marynarce Stanów Zjednoczonych. W dniu 5 stycznia 1951, dziesięć dni przed wstąpieniem do marynarki, Littler poślubił Shirley Warren, jego koleżankę z uniwersytetu. Mieli syna, Curta, urodzonego w marcu 1954  i córkę, Suzanne, urodzoną w październiku 1957 roku.

### Kariera
Pierwszym sukcesem w profesjonalnej karierze Littlera było drugie miejsce w US Open 1954 roku. Skończył jeden strzał za Edem Furgolem.
W 1955 roku wygrał czterokrotnie w pucharze świata, ale później doznał kontuzji. Po otrzymaniu porady od Paula Runyana i poprawieniu jego uścisku, wrócił do zdrowia w 1959 roku, aby mieć najlepszy rok w karierze z pięcioma zwycięstwami PGA Tour. Zajął drugie miejsce na liście najlepiej opłacanych golfistów. Tylko raz od 1954 do 1979 roku Littler wypadł z 60-tki najlepiej zarabiających golfistów. W 1972 roku zdiagnozowano u niego czerniaka znajdującego się w węzłach chłonnych, ale powrócił, aby wygrać jeszcze pięć razy w zawodach PGA Tour. Zakończył karierę wygrywając 29 zawodów PGA Tour, a także wygrał dwa turnieje w Japonii i jeden w Australii.
Jeden z 29 zwycięstw PGA Tour Littlera był wyjątkowy. Kiedy wygrał Bing Crosby National Pro-Am z 1975 roku, był to pierwszy i (jak dotąd) jedyny raz, kiedy zawodnik wygrał to wydarzenie jako zawodowiec po uprzednim wygraniu części pro amatorskiej, którą Littler wykonał jako 23-latek - starszy amator w 1954 roku.
Wygrał jeden główny turniej - US Open z 1961 roku. Strzelił 68 dołków w rundzie finałowej i wyprzedził Douga Sandersa. Zdobył 17 czołowych punktów w trzech głównych mistrzostwach USA: siedem w turnieju Masters, pięć w PGA Championship i pięć w US Open. Oprócz zwycięstwa w US Open, miał jedno drugie miejsce w każdym z trzech amerykańskich masterów, przegrywając w playoffach z Casperem w 1970 i Lanny Wadkinsem na Mistrzostwach PGA w 1977 roku. Był członkiem amerykańskich zespołów Ryder Cup w latach 1961, 1963, 1965, 1967, 1969, 1971 i 1975, i miał 14 wygranych, 5 remisów i 8 porażek, w tym pięć zwycięstw i trzy remisy w 10 meczach singlowych.
Otrzymał nagrodę Ben Hogan w 1973 roku za odważny powrót z powodu choroby, po powrocie do czynnego uprawiania kariery po leczeniu złośliwego czerniaka. Również w 1973 roku otrzymał nagrodę Boba Jonesa, najwyższe wyróżnienie przyznane przez United States Golf Association w uznaniu wybitnego sportowego charakteru w golfie. W latach 80. i 90. Littler grał w Senior PGA Tour, wygrywając osiem razy. Został wprowadzony do Światowej Golfowej Galerii Sław w 1990 roku.
Zmarł 15 lutego 2019 roku w wieku 88 lat.